# Epsilon Eridani b
Epsilon Eridani b, eller Ægir, är en exoplanet vid Epsilon Eridani, som upptäcktes 2000 av ett forskarlag lett av Artie Hatzes. Upptäckarna uppgav massan till 1,2 ± 0,33 gånger Jupiters, med ett medelavstånd på 3,3 AU från stjärnan. Omloppsbanan är påtagligt excentrisk.

## Namngivning
Vid upptäckten fick exoplaneten designationen Epsilon Eridani b enligt den standard som tillämpas. I juli 2014 utlyste Internationella astronomiska unionen en namngivning för exoplaneter och deras värdstjärnor. Namngivningen omfattande en offentlig omröstning om de nya namnen där alla var välkomna att delta. I december 2015 kungjordes resultatet, där exoplaneten fick namnet Ægir och värdstjärnan Epsilon Eridani fick namnet Ran. Det var den 14-årige amerikanske skolpojken James Ott som gav det vinnande förslaget.
Ägir är i nordisk mytologi en jätte som härskar över havet.